# Ordine della famiglia reale di re Federico IX
L'ordine della famiglia reale di re Federico IX è un ordine conferito come segno di stima personale ai membri femminili della famiglia reale danese da parte di re Federico IX.

## Storia
L'Ordine fu istituito nel 1947 con l'ascesa al trono danese di re Federico IX come ricompensa di benemerenza personale destinata a premiare i membri femminili della casata reale, seguendo il modello di altri Ordini familiari concessi da altre dinastie in Europa.

## Insegne
La decorazione dell'ordine si presenta come un ritratto di re Federico IX in vesti ufficiali realizzato su avorio circondato da una cornice in argento e diamanti, sormontata dalla corona reale danese dei medesimi materiali.
Il nastro è quello detto del Dannebrog, ovvero bianco con una striscia rossa per parte, a riprendere il colore dell'Ordine del Dannebrog nonché quelli nazionali.

## Elenco degli insigniti
- Alessandrina di Meclemburgo-Schwerin, regina madre di Danimarca, vedova di re Cristiano X, madre di re Federico IX
- Margherita II di Danimarca, allora principessa ereditaria di Danimarca, figlia di re Federico IX
- Benedetta di Danimarca, figlia di re Federico IX
- Anna Maria di Danimarca, figlia di re Federico IX